# Олекминський улус
Ольокмінський улус (якут. Өлүөхүмэ улууһа, рос. Олёкминский район) — муніципальний район на півдні Республіки Саха (Якутія). Адміністративний центр — м. Олекминськ. Утворений у 1930 році.

## Населення
Населення району становить 25 999 осіб (2013).

## Адміністративний поділ
Район адміністративно поділяється на 23 муніципальних утворення, які об'єднують 54 населених пункти.